# Il mistero del crocevia
Il mistero del crocevia (titolo originale francese La Nuit du carrefour), pubblicato in traduzione italiana anche col titolo Maigret e la casa delle tre vedove e Il Crocevia delle Tre Vedove, è un romanzo poliziesco di Georges Simenon con protagonista il commissario Maigret, il settimo romanzo della serie col celebre personaggio della polizia giudiziaria parigina.
Scritto nell'aprile 1931 al castello de la Michaudière a Guigneville-sur-Essonne, fu pubblicato per l'editore Fayard a giugno. La storia è ambientata in Francia nel 1930: l'inchiesta dura quattro giorni, alla metà di aprile.
Sulla strada da Parigi a Étampes, a tre chilometri da Arpajon, si trova un luogo chiamato il Crocevia delle Tre Vedove. Ci sono solamente tre case a questo crocevia: una è la villa abitata da un aristocratico danese, Carl Andersen, e da sua sorella, Else. La seconda è la villetta di un agente assicurativo e della moglie, i Michonnet. La terza è la casa di un garagista, Oscar, che ci vive con la sua donna. Una domenica, Michonnet scopre che la sua autovettura, nel suo garage, è stata sostituita da quella di Andersen. E nel garage della villa di Andersen vien trovato il cadavere di Goldberg, un commerciante di diamanti belga, di Anversa. Il commissario Maigret si reca lì per indagare, e alloggia, assieme al brigadiere Lucas, al vicino ostello di Avrainville.

## Trama
Una vecchia leggenda, tre case sperdute: un grande e vecchio edificio, una piccola abitazione e una pompa di benzina, un omicidio. Chi ha ucciso un famoso ricettatore di diamanti venuto dall'estero? Il cadavere è stato ritrovato nell'automobile di un uomo del luogo, ma Maigret non è convinto, e alla fine sbroglierà la matassa che vede protagonista una grande banda criminale.

## Adattamenti

### Cinema
- La notte dell'incrocio, film del 1932, con la regia di Jean Renoir, interpretato da Pierre Renoir, fratello del regista, nel ruolo di Maigret.

### Televisione
- La Nuit du carrefour, teleteatro quebecchese realizzato da Jean Faucher e andato in onda per lo spettacolo Quatuor su Radio-Canada, nel 1956.
- The Crooked Castle, episodio facente parte della serie televisiva Maigret, trasmesso per la prima volta sulla BBC il 19 novembre 1962, con Rupert Davies nel ruolo del commissario Maigret.
- La Nuit du carrefour, episodio facente parte della serie televisiva francese Les enquêtes du commissaire Maigret per la regia di François Villiers, girato in bianco e nero e trasmesso per la prima volta su TV1 (Francia) il 15 novembre 1969, con Jean Richard nel ruolo del commissario Maigret.
- La Nuit du carrefour, telefilm francese, sempre con Jean Richard nella parte di Maigret, diretto da Stéphane Bertin e trasmesso su Antenne 2 il 14 novembre 1984, versione a colori.
- Maigret et la nuit du carrefour, episodio facente parte della serie televisiva Il commissario Maigret per la regia di Alain Tasma,  trasmesso per la prima volta il 27 novembre 1992, con Bruno Cremer nel ruolo del commissario Maigret. Qui la coppia danese diventa tedesca, mentre il commerciante di diamanti non si chiama più Goldberg, ma Van Der Meulen. Fu girato nel Granducato di Lussemburgo. In Italia l'episodio è apparso coi titoli Il mistero del crocevia o Maigret e i crocevia dei misteri.
- Maigret's Night at the Crossroads, episodio facente parte della serie televisiva Maigret, per la regia di Sarah Harding, trasmesso per la prima volta il 16 aprile 2017, con Rowan Atkinson nel ruolo del commissario Maigret.

## Edizioni italiane
- Il mistero del crocevia, traduzione di Marise Ferro, Collana I gialli economici n°7, Milano, Mondadori, 1934.[1]
- Maigret e la casa delle tre vedove, traduzione di Elena Cantini, Collana Il girasole. Biblioteca Economica n.177, Milano, Mondadori, 1962. - Collana Le inchieste del commissario Maigret n.57, Mondadori, 1968; Collana Oscar n.303, Mondadori, 1970.
- Maigret e la casa delle tre vedove, traduzione di Lea Grevi, Collana Oscar 2093, Milano, Mondadori, 1989.[2]
- Il Crocevia delle Tre Vedove, traduzione di Elena Muratori, Collana gli Adelphi. Le inchieste di Maigret n°99, Milano, Adelphi, 1996, ISBN 978-88-459-1230-6.
- in  I Maigret 2, Collana Maigret, Milano, Adelphi, 2013, ISBN 978-88-459-2852-9. - nuova ed., Adelphi, 2019, ISBN 978-88-459-3374-5.